# 真木柚布子
真木 柚布子（まき ゆうこ、1959年8月11日 - ）は、日本の歌手・女優。北海道出身。
所属事務所はオフィス志峰。レコード会社はキングレコード。

## 人物・来歴
- 北海道美唄市生まれ、埼玉県秩父市育ち。[4]
- 劇団四季研究所出身。[5]
- 1975(昭和50)年、安武まゆみ名義にて山口百恵主演の映画『エデンの海』で女優デビュー（芸能界デビュー）。
- 1985(昭和60)年、松本真季名義にてポップス『浮気ならいいわ』でポップス歌手として歌手デビュー。
- 1989(平成元)年、真木由布子名義にて演歌『いのち花』で演歌歌手として歌手再デビュー。
- 今現在は、真木柚布子名義にて演歌歌手として歌手業を主に活動する傍ら、市原まい子名義にて作詞家として活動することも稀にある。
- 特技は、日本舞踊（藤間勘千雪名義）、津軽三味線（澤田春雪名義）。[6]
- 「歌」「踊り」「芝居」の各々に修練を重ね、この三本柱を融合させて一つのステージで表現させる『演歌ミュージカル』を確立させた。[7]
- 芸名遍歴：安武まゆみ（1975年 - 1976年）→ 杉まゆみ（1977年 - 1978年）→ 杉真由美（1978年 - 1982年）→ 市原まい子（1983年 - 1984年）→ 松本真季（1984年 - 1988年）→ 真木由布子（1989年 - 1998年）→ 真木柚布子（1999年 - 現在）

## 出演

### 映画
- エデンの海（1976年04月24日、東宝）- 橋本エミ 役

### テレビドラマ
- 燃える捜査網 第4話「お前はお前 俺は俺」（1975年10月31日、NET）※この作品から安武まゆみ名義
- 特捜最前線（ANB）
  - 第28話「恐喝 にせ女子大生日記」（1977年10月12日）※この作品から杉まゆみ名義
  - 第57話「改造拳銃・失われたロック！」（1978年05月03日）
  - 第135話「われら殺人安保条約！」（1979年10月31日）
  - 第329話「父と娘のしあわせ方程式！」（1983年09月14日）
  - 第381話「スクープ・真夜中の証言者！」（1984年09月12日）
- 青春の門 第二部・自立編 第7話（1978年01月18日、MBS）
- がんばれ!レッドビッキーズ（1978年01月06日 - 12月29日、ANB）
- 大追跡 第26話(最終話)「サヨナラは銃弾で…」（1978年09月26日、NTV）※この作品から杉真由美名義
- 銭形平次(※大川橋蔵版) 第649話「奇妙な誘拐」（1978年12月06日、CX）- 娘舟頭 役
- 伝七捕物帳(※中村梅之助・テレビ朝日版) 第2話「血染めの証文」（1979年02月18日、ANB）
- 土曜ワイド劇場「幽霊シリーズ(4)・迷探偵コンビは死なず！ 幽霊湖の花嫁」（1979年10月27日、ANB）
- 大江戸捜査網 第3シリーズ 第321話「女忍者涙の姉弟愛」（1980年01月12日、12ch）
- Gメン'75 第246話「女子大学入試殺人事件」（1980年02月16日、TBS）- 田村のり子 役
- 熱中時代 第2シリーズ（1980年07月05日 - 1981年03月28日、NTV）- サユリ 役
- 大奥(※1983年版) 第17話「女の情に蛇が棲む」（1983年07月26日、KTV）- お初 役　※この作品から市原まい子名義
- ザ・サスペンス「十津川警部シリーズ(4)・下り特急「富士」殺人事件」（1983年10月29日、TBS）- 奥田チエ(ダミーの花嫁) 役
- 遠山の金さん(※高橋英樹版) 第1シリーズ 第95話「母恋いオルゴール・旅路の女！」（1984年05月10日、ANB）- 小糸 役
- 暴れん坊将軍II 第62話「ほとんどビョーキの出たがり娘！」（1984年05月26日、ANB）
- 必殺仕切人（※必殺シリーズ 第22シリーズ）第12話「もしも江戸が厳戒態勢に入ったら」（1984年11月16日、ABC）- 親覚姫 役 [注 1]　※この作品から松本真季名義
- 太陽にほえろ!（NTV）
  - 第633話「ホスピタル」（1985年01月18日）
  - 第684話「美しき花の誘惑」（1986年02月14日）
- 銭形平次(※風間杜夫版)（NTV）
  - 第7話「猫が見ていた」（1987年02月24日）- お信 役
  - 第14話「岡っ引嫌い」（1987年04月28日）- おたき 役
  - 第34話「恐怖の手毬唄」（1987年12月01日）
- あぶない刑事 第1シリーズ 第25話「受難」（1987年03月22日、NTV）- 北川真紀 役
- ダウンタウン探偵組 第1シリーズ（1988年01月15日 - 03月18日、ABC）
- ホットドッグ 第4話「五人目の居候」（1990年05月10日、TBS）- 小林はるみ 役　※この作品から真木由布子名義

### バラエティ
- クイズタイムショック 第2シリーズ(※生島ヒロシ版)「フレッシュ新人女性歌手大会」[注 2]（ANB）
- クイズ!脳ベルSHOW（BSフジ）
  - 第248回「水・木曜予選(前)」（2017年08月23日） → 第249回「水・木曜予選(後)」（2017年08月24日）[注 3] ⇒ 第250回「週間チャンピオン大会」（2017年08月25日）[注 4]
  - 第570回「月・火曜予選(前)」（2018年11月26日） → 第571回「月・火曜予選(後)」（2018年11月27日）[注 5] ⇒ 第574回「週間チャンピオン大会」（2018年11月30日）[注 6]

### CM
- 熊本県果実農業協同組合連合会「ジューシー」

### 歌番組（テレビ）
- 歌謡フェスティバル（鹿児島テレビ）
  - 司会（2002年08月14日）
- 歌謡サロン・演歌がええじゃん（KBS京都）
  - ゲスト出演多数
- 歌謡コンサート（NHK）
  - （2014年07月01日）
- きらめき歌謡ライブ（NHK）
  - （2014年07月02日）
  - （2015年02月04日）
- 若山かずさと花田真衣の歌謡音楽館（テレビ埼玉）
  - 「越佐海峡〜恋情話」（2014年10月09日）
- 歌謡最前線（千葉テレビ・BS12）』
  - （2014年10月28日？）
  - 「夜明けのチャチャチャ」（2017年03月？日）
- 新・平成歌謡曲（BS朝日）
  - 「夜叉」（2014年12月05日？）
  - （2016年05月09日？）
- いきいき青春歌謡塾シーズン２（テレビ愛知・BS12）
  - 「夜叉」（2014年12月18日？）
- 日曜バラエティ（NHK）
  - （2015年01月25日）
- ビュースノと走裕介の歌の彩は（テレビ埼玉・とちぎテレビ）
  - （2015年02月17日？）
- 弦哲也 旅のココロ（テレビ金沢）
  - （2015年09月06日）
- 唄声チャチャチャ（千葉テレビ・BS12）
  - （2015年09月17日？）
  - 「夜明けのチャチャチャ」（2017年01月18日？）
- 歌謡プレミアム（BS日テレ）
  - （2016年01月？）
- 上杉香緒里とモングンの歌謡音楽館（群馬テレビ・テレビ埼玉）
  - 「しぐれ坂」（2016年06月23日•28日）
- チバテレビカラオケ大賞21（千葉テレビ）
  - （2016年08月08日）
  - 「マンボ大阪パラダイス」（2022年11月28日）
- 西川ひとみの歌日和（BS12・千葉テレビ・テレビ埼玉）
  - 「しぐれ坂」（2016年11月24日•25日•27日）
  - （2020年06月15日？）
- 山口瑠美と成瀬友元の歌謡音楽館（テレビ埼玉・群馬テレビ）
  - 「夜明けのチャチャチャ」（2017年01月13日？）
- 平成歌謡塾2（BS12）
  - （2017年01月16日？）
- サブちゃんと歌仲間（BSテレ東）
  - 「夜明けのチャチャチャ」（2017年02月04日）
- 若山かずさと花田真衣の歌謡音楽館（群馬テレビ・テレビ埼玉）
  - 「夜明けのチャチャチャ」（2017年02月17日？）
- 清水節子と安藤栄子の歌日記（BS12・テレビ埼玉・群馬テレビ・とちぎテレビ・奈良テレビ）
  - 「夜明けのチャチャチャ」（2017年04月18日•21日）
  - 「ホタルの恋」（2017年08月17日？）
  - （2019年11月？日）
  - 「紅傘の雪」（2021年04月23日•26日•27日）
- 入山アキ子とマイク河原のここ一番の歌謡曲（テレビ埼玉・群馬テレビ）
  - 「夜明けのチャチャチャ」（2017年05月12日•15日）
- 竹島宏の歌MAX（KBS京都・青森朝日放送・ぎふチャン・とちぎテレビ・三重テレビ・BS12・千葉テレビ）
  - 「夜明けのチャチャチャ」（2016年12月14日？）
  - 第963回 M-5「紺屋高尾」（2019年01月09日 - 13日）
  - 第976回 M-5「紺屋高尾」（2019年04月10日 - 14日）
  - 第1017回 M-6「大和路」（2020年01月22日 - 26日）
  - 第1033回 M-3「時には花のように」（2020年05月13日 - 17日）
  - 第1042回 M-3「時には花のように」（2020年07月15日 - 19日）
  - 第1046回 M-2「時には花のように」（2020年08月12日 - 16日）
  - 第1076回 M-6「紅傘の雪」（2021年03月10日 - 14日）
  - 第1079回 M-4「紅傘の雪」（2021年03月31日 - 04月04日）
  - 第1082回 M-4「紅傘の雪」（2021年04月21日 - 25日）
  - 第1085回 M-4「紅傘の雪」（2021年05月12日 - 16日）
  - 第1098回 M-6「紅傘の雪」（2021年08月11日 - 15日）
- 演歌のココロ（TOKYO MX）
  - （2019年07月19日）
- 日本の名曲 世界の名曲 人生、歌がある（BS朝日）
  - 「紺屋高尾」（2019年08月07日）
- 令和歌謡塾（BS日テレ）
  - G-3「春が咲く」（2019年09月04日）
  - （2020年04月22日）
  - （2020年10月07日）
  - 「紅傘の雪」（2021年03月01日？）
  - G-3「満天の夢」（2021年11月17日）
  - G-3「愛をありがとう」（2022年03月09日）
  - G-2「愛をありがとう」（2022年07月13日）
  - G-3「マンボ大阪パラダイス」（2023年01月04日）
  - G-3「空に刺さった三日月」（2023年02月22日）
  - G-1「紫陽花(おたくさ)」（2024年02月28日）
- 夢劇場音楽堂（テレビ埼玉）
  - （2019年10月23日）
- 若山かずさと一条聖矢の歌謡音楽館（テレビ埼玉）
  - （2019年12月05日？）
- 藤原浩と鈴木和華の朝ナビ歌謡曲（テレビ埼玉・岐阜放送）
  - （2020年07月15日？）
  - 「紅傘の雪」（2021年05月09日•10日）
- 秋岡秀治の人生めぐりあい（サンテレビ）
  - 「紅傘の雪」（2021年04月30日）※ゲスト出演第１号
- 西川ひとみと三里ゆうじの歌日和（BS12・群馬テレビ・テレビ埼玉）
  - 「紅傘の雪」（2021年06月03日•06日）
- 大木あつしと戸子台ふみやのここ一番の歌謡曲（テレビ埼玉・岐阜放送・群馬テレビ）
  - 「紅傘の雪」（2021年07月16日•19日）
- 清水節子と蒔田由美子の歌日記（群馬テレビ・奈良テレビ・とちぎテレビ・BS12・テレビ埼玉）
  - 「愛をありがとう」（2022年06月24日•27日•28日）
- 野上こうじと藍ようこの歌謡音楽館（群馬テレビ・テレビ埼玉）
  - 「マンボ大阪パラダイス」（2022年11月15日•16日）
- 若山かずさと鈴木和華の歌ナビ歌謡曲（テレビ埼玉・群馬テレビ）
  - （2022年12月11日•13日）
- うたって♪ハマって♪（BS12）
  - 「紫陽花(おたくさ)」（2024年01月22日）
  - 「桜は桜」（2025年04月21日）
- 瀬口侑希のホッとミュージック（BS12）
  - 最終回「紫陽花(おたくさ)」（2024年03月20日）
- 演歌大好き（群馬テレビ）
  - 「紅傘の雪・愛をありがとう・マンボ大阪パラダイス」（2024年05月16日）
- 小桜舞子と三里ゆうじの歌日和（群馬テレビ、テレビ埼玉）
  - 「桜は桜」（2025年04月16日•20日）

### 歌番組（ラジオ）
- 門馬良のこころ鏡うた鏡（RKBラジオ）
  - 「越佐海峡〜恋情話」（2014年06月18日？）
  - 「夜叉」（2015年02月18日？）
  - 「しぐれ坂」（2016年06月16日？）
  - 「夜明けのチャチャチャ」（2017年03月09日？）
  - 「ホタルの恋」（2017年09月28日？）
- ハートフルラジオお昼のレコード室（岐阜放送）
  - 「越佐海峡〜恋情話」（2014年07月06日）
  - 「夜叉」（2014年12月18日）
  - 「助六さん」（2016年01月14日）
- CBC歌謡ベストテン（CBCラジオ）
  - 「越佐海峡〜恋情話」（2014年07月09日？）
  - 「夜叉」（2014年12月18日？）
  - （2017年04月02日）
  - 「愛をありがとう」（2022年05月15日）
- 松原敬生の日曜も歌謡曲（東海ラジオ）
  - 「越佐海峡〜恋情話」（2014年07月09日？）
  - 「助六さん」（2016年01月14日？）
  - 「夜明けのチャチャチャ」（2017年4月？日）
- 夕刊ゴジらじ（NHKラジオ）
  - 「越佐海峡〜恋情話」（2014年07月09日？）
- TOKYO UPSIDE STATION（東京アップサイドステーション）（東海ラジオ）
  - 「越佐海峡〜恋情話」（2014年06月27日？）
  - 「夜叉」（2014年11月？日）
  - 「夜叉」（2014年12月19日？）
  - 「しぐれ坂」（2016年05月19日？）
  - 「ホタルの恋」（2017年08月16日？）
- 夏木ゆたかのホッと歌謡曲（ラジオ日本）
  - 「夜叉」（2014年12月05日）
  - 「しぐれ坂」（2016年05月16日）
  - 「夜明けのチャチャチャ」（2017年01月25日？）
  - 「ホタルの恋」（2017年08月29日）
  - 「紺屋高尾」（2019年01月31日）
  - 「春が咲く」（2019年10月11日）
  - 「紅傘の雪」（2021年03月22日）
  - 「マンボ大阪パラダイス」（2022年11月09日）
  - 「紫陽花(おたくさ)」（2024年01月10日）
- 走れ!歌謡曲（文化放送）
  - 「夜叉」（2014年12月06日）
  - 「しぐれ坂」（2016年06月11日）
  - 「夜明けのチャチャチャ」（2017年01月24日）
  - 「ホタルの恋」（2017年08月29日）
  - 「春が咲く」（2019年10月23日）
- 松原敬生のシャレアップ歌謡曲（東海ラジオ）
  - 「夜叉」（2014年12月18日？）
  - 「助六さん」（2016年01月14日？）
  - （2017年03月25日）
- 梓夕子のモーニング歌謡曲（CBCラジオ）
  - （2014年12月18日？）
- 杉紀彦のラジオ村（ラジオ日本）
  - （2015年01月08日）
  - 「夜明けのチャチャチャ」（2017年02月01日）
  - 「しぐれ坂」（2016年05月02日？）
- 日曜バラエティ（NHKラジオ）
  - （2015年01月25日）
- おはようラジオ早朝便（KBCラジオ）
  - 「夜叉」（2015年02月18日）
  - 「夜明けのチャチャチャ」（2017年03月09日？）
  - 「ホタルの恋」（2017年09月28日？）
- 艶歌にっぽん（KBCラジオ）
  - 「夜叉」（2015年02月18日？）
  - 「ホタルの恋」（2017年09月28日？）
- ほんまもん!原田年晴（ラジオ大阪）
  - （2015年03月06日）
  - （2016年01月22日）
  - （2016年08月30日）
  - （2017年02月13日）
  - 「ホタルの恋」（2017年09月14日？）
- 水谷ひろしのOSAKS歌謡ウエ〜ブ（ラジオ大阪）
  - （2015年03月06日）
  - （2016年01月31日）
  - （2019年10月06日）
- たけうち信広の今、倖せと聞かれたら（茨城放送）
  - （2015年03月25日？）
- 星空歌謡曲（新潟放送）
  - （2015年03月25日？）
- 歌のホットライン（ラジオ関西）
  - 「夜叉」（2015年03月06日？）
  - 「夜明けのチャチャチャ」（2017年02月13日？）
- 歌の交差点（東京FM ミュージックバード）
  - 「助六さん」（2015年12月10日）
- 清水たま希の朝いち・うた旅!!（東海ラジオ）
  - 「助六さん」（2016年01月14日？）
- ありがとう浜村淳です（MBCラジオ）
  - （2016年01月22日）
- でるラジ（北日本放送）
  - （2016年02月05日）
- 金曜日はドキドキ!（富山シティFM）
  - （2016年02月12日）
- ミュージックカフェ（北日本放送）
  - （2016年02月14日）
- 牛尾淳のエンカな時間（FM-GENKI）
  - （2016年02月15日）
- 銀ちゃん・姫のひとまず昼'sデー（ラヂオきしわだ）
  - （2016年04月20日？）
- よっちゃんの歌謡アプローチ（四国放送）
  - 「しぐれ坂」（2016年05月06日？）
  - 「紅傘の雪」（2021年05月18日•19日•20日）
- 水森英夫のチップイン歌謡曲（KNBラジオ）
  - ゲスト（2016年05月13日？）
  - ゲスト（2016年12月03日？）
  - 「紅傘の雪」（2021年04月24日？）
  - 月替わりアシスタント（2022年12月03日 - 31日）
  - 月替わりアシスタント（2024年04月06日 - 27日）
- 森谷威夫のお世話になります!!（KBS京都）
  - 「しぐれ坂」（2016年08月30日）
  - 「ホタルの恋」（2017年09月13日）
- 木村勉と元気いっぱい!ナイストーク（ラジオ大阪）
  - （2016年08月30日？）
- おはよう歌一番（ラジオ日本）
  - 「夜明けのチャチャチャ」（2017年02月02日）
- ガブリナ（KBCラジオ）
  - 「夜明けのチャチャチャ」（2017年03月09日）
- サンデー演歌ベスト30（ぎふチャン）
  - （2017年03月15日）
- MIDカラオケ天国（MID-FM）
  - 「夜明けのチャチャチャ」（2017年03月15日？）
  - （2021年05月08日）
  - （2022年05月14日）
- こころにきくラジオ ここらじ（NBCラジオ佐賀）
  - （2017年05月09日）
- あさかラ（NBCラジオ長崎放送）
  - 「夜明けのチャチャチャ」（2017年05月09日）
  - 「紫陽花(おたくさ)」（2024年09月25日）
- ツル亀らじお（NBCラジオ長崎放送）
  - 「夜明けのチャチャチャ」（2017年06月11日）
  - 「紅傘の雪」（2021年05月09日）
- 歌謡スクエア（東海ラジオ）
  - 「ホタルの恋」（2017年08月16日？）
- 坂井隆夫のほのぼの歌謡曲（ラジオ日本）
  - 「ホタルの恋」（2017年08月29日？）
- 城山スズメ（MBC南日本放送）
  - 「ホタルの恋」（2017年09月27日）
- PAO〜N（KBCラジオ）
  - （2017年09月28日？）
- ど〜もどうも〜五条哲也です（京都リビングFM）
  - 「美唄の風」（2018年06月11日、18日）
- 谷五郎のこころにきくラジオ（ラジオ関西）
  - 「紺屋高尾」（2019年02月04日）
- おはよう歌一番（ラジオ日本）
  - （2019年11月01日）
- こゆりのほのぼの音楽館（かつしかFM）
  - （2019年11月14日）
- 山本譲二のジョージのぶち好きやけー!（USEN C-42チャンネル）
  - （2020年08月10日 - 23日）
- 小西良太郎の歌謡曲だよ、人生は!!（USEN I-51チャンネル）
  - （2020年12月？日 - ？日）
- 松田おさむの歌謡大行進（かつしかFM）
  - （2021年04月13日）
- いつも心に歌謡曲（HBCラジオ）
  - （2021年05月08日）
- 演歌放浪記（MRO北陸放送）
  - （2021年05月19日）
- KNBミュージックカフェ（KNB北日本放送）
  - （2021年05月29日）
- 演歌で宴会!（山陰放送）
  - 「紅傘の雪」（2021年06月06日）
  - 「愛をありがとう」（2022年05月08日）
- 仁科美咲の遊々ミュージック（文化放送）
  - 「愛をありがとう」（2022年03月06日）
- 佐賀FUN倶楽部よかかんた（えびすFM）
  - 「愛をありがとう」（2022年03月17日）
- 845歌謡ベストテン（FM845）
  - （2022年05月20日）
- 北岡ひろしのひとひら重ねて（京都FM845）
  - （2022年11月01日）
- さらピン!キョウト（KBS京都）
  - （2022年11月24日）
- 三上公也の朝は恋人（ラジオ関西）
  - 「マンボ大阪パラダイス」（2022年11月24日）
  - 「紫陽花(おたくさ)」（2024年03月25日）
- すぎもとまさとBarスターライト（ラジオ日本）
  - （2022年12月？日）
- 川口哲也と歌仲間たち（FMちゃお）
  - 「紫陽花(おたくさ)」（2024年01月25日）※１人目のゲスト出演で電話での出演
- 福島はじめのハピネス歌謡曲（ラジオ関西）
  - 「紫陽花(おたくさ)」（2024年01月29日）
- 鵜飼社長のBrand New Day（エフエムたちかわ）
  - 「紫陽花(おたくさ)」（2024年07月08日）
- ハッピードリーム〜歌の贈りもの〜（ラジオ関西）
  - 「桜は桜」（2025年05月29日）

### 舞台・ステージ[注 7]
- 残された肖像
- ステージ・ドア
- 人斬り以蔵
- 瞼の母
- 美しきものの伝説
- フィレモン
- 薮原検校
- 五木ひろし新春特別公演[注 8]
- デビュー15周年記念 真木柚布子特別公演（2004年11月09日 - 11日、三越劇場）
- 柚布子の艶花・夢舞台（2006年11月10日 - 12日、銀座博品館劇場）
- 真木柚布子ふれ愛コンサート（2009年12月22日、ヤクルトホール）
- 真木柚布子ディナーショー2010（2010年12月02日、ホテルメトロポリタン（池袋））
- 真木柚布子全国縦断特別公演2011（2011年09月02日、名古屋能楽堂 → 2011年09月27日、心斎橋BIGCAT → 2011年10月15日、高岡市ふくおか総合文化センター → 2011年11月27日、青森プラザホテルむつ）
- 真木柚布子ディナーショー2011（2011年12月07日、豪華客船「シンフォニー」）
- 真木柚布子全国縦断特別公演2012（2012年10月04日 - 05日、ヤクルトホール → 2012年10月10日、名古屋能楽堂 → 2012年11月17日、高岡市ふくおか総合文化センター → 2012年12月16日、福岡市立少年科学文化会館 → 2013年06月09日、福島県季の里湯ら里）
- 真木柚布子二十五周年記念特別公演（2013年11月06日 - 07日、ヤクルトホール）
- 真木柚布子サマーコンサートin福知山（2014年08月24日、ホテルロイヤルヒル福知山）
- 真木柚布子ディナーショー2014（2014年11月28日、ホテル椿山荘東京）
- 真木柚布子ディナーショーin浜松（2015年02月15日、浜名湖シーサイドプラザ）
- 真木柚布子歌謡コンサートin松本（2015年04月04日、会場不明）
- 真木柚布子チャリティーコンサートinブラジル（2015年08月23日、ブラジル日本文化福祉協会大講堂）
- 真木柚布子特別公演2015（2015年11月18日 - 19日、ヤクルトホール）
- 真木柚布子コンサート2016「女ひとりの歌語り」（2016年05月18日、マウントレーニアホール渋谷）
- 真木柚布子コンサート2016in大阪「女ひとりの歌語り」（2016年07月03日、フラミンゴ・ジ・アルーシャ）
- 2016 真木柚布子色のディナーショー（2016年11月01日、ホテル椿山荘東京）
- 真木柚布子クリスマスコンサートinブラジル（2016年12月18日、客家会館）
- 真木柚布子色の煌めきライブin大阪（2017年06月18日、フラミンゴ・ジ・アルーシャ）
- 真木柚布子特別公演2017（2017年11月20日 - 21日、伝承ホール）
- 美唄の風inハワイ（2018年06月21日 - 26日、アロヒラニ・リゾート・ワイキキビーチ）
- 真木柚布子特別公演2018in富山（2018年10月06日、福岡町総合文化センター）
- 三十周年記念真木柚布子ディナーショー「三十年の歌語」（2018年12月03日、ホテル椿山荘東京）
- 真木柚布子が綴る下地亜記子先生との思い出ライブ（2019年03月11日、中野サンプラザ）
- 「三十年の歌語」真木柚布子京都公演（2019年05月12日、京都府立文化芸術会館）
- 真木柚布子歌謡花舞台公演（2019年09月30日、やまと郡山城ホール）
- 真木柚布子特別公演2019（2019年10月08日、伝承ホール）
- 真木柚布子 長島温泉 湯あみの島アトラクション（2022年04月10日 - 16日、長島温泉 湯あみの島）
- 真木柚布子 長島温泉 湯あみの島アトラクション（2023年11月24日 - 30日、長島温泉 湯あみの島）
- 最明寺演歌会2024年（2024年04月07日、瑶光山 最明寺）
- 真木柚布子のわがままLIVE Ⅰ(真木柚布子季節のライブ・紫陽花の咲く頃に…)（2024年06月18日・川崎ライブハウスY's）
- 真木柚布子 三十五年の歌つづり（2024年12月09日、湯本富士屋ホテル）
- 真木柚布子のわがままLIVE Ⅱ（2025年01月24日・川崎ライブハウスY's）

## ディスコグラフィ

### シングル
- 松本真季名義

| #  | 発売日         | A/B面 | タイトル       | 作詞                    | 作曲                        | 編曲     | レーベル | 規格品番 |
| -- | -------------- | ----- | -------------- | ----------------------- | --------------------------- | -------- | -------- | -------- |
| 01 | 1985年02月21日 | A面   | 浮気ならいいわ | なかにし礼              | 森田公一                    | 桜庭伸幸 | テイチク | RE-658   |
| 01 | 1985年02月21日 | B面   | お気にめすまま | なかにし礼              | 森田公一                    | 桜庭伸幸 | テイチク | RE-658   |
| 02 | 1985年10月21日 | A面   | 坊や           | 杉本真人                | 杉本真人                    | 若草恵   | テイチク | RE-692   |
| 02 | 1985年10月21日 | B面   | やせがまん     | 杉本真人                | 杉本真人                    | 若草恵   | テイチク | RE-692   |
| 03 | 1986年08月21日 | A面   | 想い人         | 久保花奈子 （補：刹那） | 吉田みどり （補：堀江童子） | 竜崎孝路 | テイチク | RE-728   |
| 03 | 1986年08月21日 | B面   | 冗談でしょう   | 高田ひろお              | 杉本真人                    | 竜崎孝路 | テイチク | RE-728   |

- 真木由布子名義

| #         | 発売日         | A/B面 | タイトル                  | 作詞         | 作曲       | 編曲                | レーベル       | 規格品番   |
| --------- | -------------- | ----- | ------------------------- | ------------ | ---------- | ------------------- | -------------- | ---------- |
| 01 （01） | 1989年11月21日 | A面   | いのち花                  | 石本美由起   | 市川昭介   | 斉藤恒夫            | テイチク       | RE-908     |
| 01 （01） | 1989年11月21日 | B面   | 炎                        | 石本美由起   | 市川昭介   | 斉藤恒夫            | テイチク       | RE-908     |
| 02 （02） | 1990年10月21日 | 01    | なみだ雪                  | 石本美由起   | 市川昭介   | 馬場良              | テイチク       | TEDA-10032 |
| 02 （02） | 1990年10月21日 | 02    | 湯けむり川                | 石本美由起   | 市川昭介   | 前田俊明            | テイチク       | TEDA-10032 |
| 03 （03） | 1991年09月21日 | 01    | 花友禅                    | 石本美由起   | 市川昭介   | 前田俊明            | テイチク       | TEDA-10087 |
| 03 （03） | 1991年09月21日 | 02    | あじさい                  | 石本美由起   | 市川昭介   | 前田俊明            | テイチク       | TEDA-10087 |
| 04 （04） | 1992年05月21日 | 01    | お吉恋物語 （セリフ有り） | 石本美由起   | 市川昭介   | 池多孝春            | テイチク       | TEDA-10227 |
| 04 （04） | 1992年05月21日 | 02    | お吉恋物語 （セリフ無し） | 石本美由起   | 市川昭介   | 池多孝春            | テイチク       | TEDA-10227 |
| 05 （05） | 1992年12月16日 | 01    | 涙化粧                    | 石本美由起   | 市川昭介   | 前田俊明            | テイチク       | TEDA-10263 |
| 05 （05） | 1992年12月16日 | 02    | ほころび                  | 三谷仁史     | 市川昭介   | 高田弘              | テイチク       | TEDA-10263 |
| 06 （06） | 1993年07月21日 | 01    | ほろ酔い酒                | 石本美由起   | 市川昭介   | 前田俊明            | テイチク       | TEDA-10288 |
| 06 （06） | 1993年07月21日 | 02    | 乱れ舞い                  | 石本美由起   | 市川昭介   | 前田俊明            | テイチク       | TEDA-10288 |
| 07 （07） | 1994年02月23日 | 01    | 月夜舟                    | 石本美由起   | 市川昭介   | 前田俊明            | テイチク       | TEDA-10304 |
| 07 （07） | 1994年02月23日 | 02    | 祭り酒                    | 石本美由起   | 市川昭介   | 池多孝春            | テイチク       | TEDA-10304 |
| 08 （08） | 1994年08月21日 | 01    | 雪の華                    | 石本美由起   | 桜田誠一   | 丸山雅仁            | テイチク       | TEDA-10315 |
| 08 （08） | 1994年08月21日 | 02    | 夕紅葉                    | 竜はじめ     | 深谷昭     | 馬場良              | テイチク       | TEDA-10315 |
| 09 （09） | 1995年05月24日 | 01    | えにし川                  | たきのえいじ | 叶弦大     | 馬場良              | キングレコード | KIDX-216   |
| 09 （09） | 1995年05月24日 | 02    | 紫のれん                  | たきのえいじ | 叶弦大     | 馬場良              | キングレコード | KIDX-216   |
| 10 （10） | 1995年12月21日 | 01    | あんた                    | 石本美由起   | 水森英夫   | 馬場良              | キングレコード | KIDX-237   |
| 10 （10） | 1995年12月21日 | 02    | おもかげ酒                | 山崎けんじ   | 山崎けんじ | 馬場良              | キングレコード | KIDX-237   |
| 11 （11） | 〃             | 01    | 別れのルンバ              | 水木れいじ   | 市川昭介   | 池多孝春            | キングレコード | KIDX-238   |
| 11 （11） | 〃             | 02    | 忘れないでね              | 水木れいじ   | 市川昭介   | 池多孝春            | キングレコード | KIDX-238   |
| 12 （12） | 1996年10月23日 | 01    | 海峡かもめ                | 石本美由起   | 西條キロク | 前田俊明            | キングレコード | KIDX-288   |
| 12 （12） | 1996年10月23日 | 02    | みれん花                  | 石本美由起   | 西條キロク | 前田俊明            | キングレコード | KIDX-288   |
| 13 （13） | 1997年06月21日 | 01    | 港町ひとり                | 石本美由起   | 西條キロク | 前田俊明            | キングレコード | KIDX-320   |
| 13 （13） | 1997年06月21日 | 02    | 舞台化粧                  | 石本美由起   | 西條キロク | 前田俊明            | キングレコード | KIDX-320   |
| 14 （14） | 1998年07月24日 | 01    | 大阪マンボ                | 建石一       | 杉本真人   | 桜庭伸幸            | キングレコード | KIDX-392   |
| 14 （14） | 1998年07月24日 | 02    | 金沢冬景色                | 四位例章     | 乙田修三   | 前田俊明            | キングレコード | KIDX-392   |
| 15 （15） | 1998年12月02日 | 01    | 冬桜                      | 石本美由起   | 西條キロク | 馬場良              | キングレコード | KIDX-421   |
| 15 （15） | 1998年12月02日 | 02    | 流氷恋唄                  | 木下龍太郎   | 甲斐たつや | 甲斐たつや 前田俊明 | キングレコード | KIDX-421   |

- 真木柚布子名義

| #         | 発売日         | A/B面 | タイトル                        | 作詞         | 作曲       | 編曲       | レーベル       | 規格品番   |
| --------- | -------------- | ----- | ------------------------------- | ------------ | ---------- | ---------- | -------------- | ---------- |
| 01 （16） | 1999年09月22日 | 01    | 大阪ドドンパ                    | 荒木とよひさ | 弦哲也     | 桜庭伸幸   | キングレコード | KIDX-479   |
| 01 （16） | 1999年09月22日 | 02    | 道頓堀セレナーデ                | 荒木とよひさ | 弦哲也     | 桜庭伸幸   | キングレコード | KIDX-479   |
| 02 （17） | 2000年04月26日 | 01    | 根なし草                        | 水木れいじ   | 松浦孝之   | 前田俊明   | キングレコード | KIDX-524   |
| 02 （17） | 2000年04月26日 | 02    | 下北半島                        | 関口義明     | 山木ゆたか | 山田年秋   | キングレコード | KIDX-524   |
| 03 （18） | 2001年03月21日 | 01    | 宝船                            | 下地亜記子   | 西條キロク | 前田俊明   | キングレコード | KIDX-583   |
| 03 （18） | 2001年03月21日 | 02    | 恋待港                          | 下地亜記子   | 橋田充哲   | 前田俊明   | キングレコード | KIDX-583   |
| 04 （19） | 2002年01月10日 | 01    | 黄昏のルンバ                    | 仁井谷俊也   | 市川昭介   | 前田俊明   | キングレコード | KIDX-647   |
| 04 （19） | 2002年01月10日 | 02    | 夢色ワルツ                      | 下地亜記子   | 西條キロク | 前田俊明   | キングレコード | KIDX-647   |
| 05 （20） | 2002年09月25日 | 01    | 星空のタンゴ                    | 上田紅葉     | 泉盛望     | 桜庭伸幸   | キングレコード | KIDX-699   |
| 05 （20） | 2002年09月25日 | 02    | 誰のせいでもないけれど          | 上田紅葉     | 泉盛望     | 桜庭伸幸   | キングレコード | KIDX-699   |
| 06 （21） | 2003年05月21日 | 01    | 高瀬川                          | 下地亜記子   | 市川昭介   | 南郷達也   | キングレコード | KIDX-739   |
| 06 （21） | 2003年05月21日 | 02    | しのび酒                        | 下地亜記子   | 山崎剛昭   | 南郷達也   | キングレコード | KIDX-739   |
| 07 （22） | 2004年01月21日 | 01    | ほたる草                        | 木下龍太郎   | 市川昭介   | 前田俊明   | キングレコード | KICM-809   |
| 07 （22） | 2004年01月21日 | 02    | 紅い蝶                          | 仁井谷俊也   | 西條キロク | 前田俊明   | キングレコード | KICM-809   |
| 08 （23） | 2004年05月26日 | 01    | お梅哀歌                        | 下地亜記子   | 西條キロク | 池多孝春   | キングレコード | KICM-828   |
| 08 （23） | 2004年05月26日 | 02    | お徳                            | 下地亜記子   | 西條キロク | 池多孝春   | キングレコード | KICM-828   |
| 09 （24） | 2004年11月03日 | 01    | 逢瀬橋                          | 池田さとし   | 徳久広司   | 前田俊明   | キングレコード | KICM-853   |
| 09 （24） | 2004年11月03日 | 02    | 冬しぐれ                        | 関口義明     | 鈴木満     | 前田俊明   | キングレコード | KICM-853   |
| 10 （25） | 2005年05月25日 | 01    | 渚のビギン                      | 上田紅葉     | 西條キロク | 桜庭伸幸   | キングレコード | KICM-891   |
| 10 （25） | 2005年05月25日 | 02    | マハロ・ヌイ・ロア              | 上田紅葉     | 泉盛望     | 桜庭伸幸   | キングレコード | KICM-891   |
| 11 （26） | 2005年11月23日 | 01    | 北上川                          | 仁井谷俊也   | 徳久広司   | 前田俊明   | キングレコード | KICM-920   |
| 11 （26） | 2005年11月23日 | 02    | ここは日本海 浜坂の駅           | 堂園なを子   | 徳久広司   | 前田俊明   | キングレコード | KICM-920   |
| 12 （27） | 2006年08月23日 | 01    | 下北半島（※再）                 | 関口義明     | 山木ゆたか | 山田年秋   | キングレコード | KICM-30029 |
| 12 （27） | 2006年08月23日 | 02    | 入道崎                          | 関口義明     | 山木ゆたか | 前田俊明   | キングレコード | KICM-30029 |
| 13 （28） | 2007年03月28日 | 01    | 越中恋歌                        | 下地亜記子   | 神島万瑳緒 | 南郷達也   | キングレコード | KICM-30068 |
| 13 （28） | 2007年03月28日 | 02    | 小紅の渡し                      | 下地亜記子   | 神島万瑳緒 | 南郷達也   | キングレコード | KICM-30068 |
| 14 （29） | 2007年10月24日 | 01    | 奥入瀬川                        | 木下龍太郎   | 久保進一   | 前田俊明   | キングレコード | KICM-30104 |
| 14 （29） | 2007年10月24日 | 02    | 石蕗の宿                        | 栗田章弘     | 久保進一   | 前田俊明   | キングレコード | KICM-30104 |
| 15 （30） | 2008年04月23日 | 01    | 酒とバラ                        | 上田紅葉     | 花岡優平   | 桜庭伸幸   | キングレコード | KICM-30138 |
| 15 （30） | 2008年04月23日 | 02    | ちょっとだけルンバ              | 上田紅葉     | 花岡優平   | 桜庭伸幸   | キングレコード | KICM-30138 |
| 16 （31） | 2008年10月22日 | 01    | 別離の雨                        | 三浦康照     | 徳久広司   | 前田俊明   | キングレコード | KICM-30171 |
| 16 （31） | 2008年10月22日 | 02    | 愛をありがとう                  | 市原まい子   | 徳久広司   | 前田俊明   | キングレコード | KICM-30171 |
| 17 （32） | 2009年06月24日 | 01    | 砂の城                          | 田久保真見   | 樋口義高   | 桜庭伸幸   | キングレコード | KICM-30218 |
| 17 （32） | 2009年06月24日 | 02    | 涙のピリオド                    | 田久保真見   | 泉盛望     | 桜庭伸幸   | キングレコード | KICM-30218 |
| 18 （33） | 2009年12月23日 | 01    | ふられ上手                      | 下地亜記子   | 樋口義高   | 桜庭伸幸   | キングレコード | KICM-30248 |
| 18 （33） | 2009年12月23日 | 02    | 紅吹雪                          | 下地亜記子   | 樋口義高   | 桜庭伸幸   | キングレコード | KICM-30248 |
| 19 （34） | 2010年06月23日 | 01    | 夢追い舟唄                      | たきのえいじ | 叶弦大     | 南郷達也   | キングレコード | KICM-30288 |
| 19 （34） | 2010年06月23日 | 02    | ひとり松江で                    | 大里由知     | 山崎剛昭   | 南郷達也   | キングレコード | KICM-30288 |
| 20 （35） | 2011年02月23日 | 01    | あかね空                        | たきのえいじ | 叶弦大     | 桜庭伸幸   | キングレコード | KICM-30337 |
| 20 （35） | 2011年02月23日 | 02    | しあわせ一輪                    | たきのえいじ | 叶弦大     | 南郷達也   | キングレコード | KICM-30337 |
| 21 （36） | 2011年08月24日 | 01    | 紫のマンボ                      | 田久保真見   | 花岡優平   | 桜庭伸幸   | キングレコード | KICM-30376 |
| 21 （36） | 2011年08月24日 | 02    | 花びらひとつ                    | 花岡優平     | 花岡優平   | 宮崎慎二   | キングレコード | KICM-30376 |
| 22 （37） | 2012年02月22日 | 01    | さくら月夜                      | 下地亜記子   | 弦哲也     | 前田俊明   | キングレコード | KICM-30411 |
| 22 （37） | 2012年02月22日 | 02    | 歌謡芝居 九段の母               | 石松秋二     | 能代八郎   | 池多孝春   | キングレコード | KICM-30411 |
| 23 （38） | 2012年09月26日 | 01    | 雨の思案橋                      | 下地亜記子   | 弦哲也     | 前田俊明   | キングレコード | KICM-30460 |
| 23 （38） | 2012年09月26日 | 02    | 愛をありがとう（※再）           | 市原まい子   | 徳久広司   | 前田俊明   | キングレコード | KICM-30460 |
| 24 （39） | 2013年09月04日 | 01    | 北の浜唄                        | 下地亜記子   | 弦哲也     | 前田俊明   | キングレコード | KICM-30532 |
| 24 （39） | 2013年09月04日 | 02    | 美唄の風                        | 下地亜記子   | 弦哲也     | 前田俊明   | キングレコード | KICM-30532 |
| 25 （40） | 2014年04月09日 | 01    | 越佐海峡〜恋情話                | 下地亜記子   | 弦哲也     | 前田俊明   | キングレコード | KICM-30581 |
| 25 （40） | 2014年04月09日 | 02    | 大阪ブギウギ                    | 下地亜記子   | 弦哲也     | 前田俊明   | キングレコード | KICM-30581 |
| 26 （41） | 2014年11月26日 | 01    | 夜叉                            | 下地亜記子   | 弦哲也     | 桜庭伸幸   | キングレコード | KICM-30623 |
| 26 （41） | 2014年11月26日 | 02    | はっぴーサンバ                  | 下地亜記子   | 弦哲也     | 桜庭伸幸   | キングレコード | KICM-30623 |
| 27 （42） | 2015年11月11日 | 01    | 助六さん                        | 下地亜記子   | 弦哲也     | 前田俊明   | キングレコード | KICM-30682 |
| 27 （42） | 2015年11月11日 | 02    | なごり月                        | 下地亜記子   | 弦哲也     | 前田俊明   | キングレコード | KICM-30682 |
| 28 （43） | 2016年05月18日 | 01    | しぐれ坂                        | 下地亜記子   | 南郷孝     | 南郷達也   | キングレコード | KICM-30723 |
| 28 （43） | 2016年05月18日 | 02    | どこに咲いても花は花            | もず唱平     | 北川朗久   | 南郷達也   | キングレコード | KICM-30723 |
| 29 （44） | 2017年01月11日 | 01    | 夜明けのチャチャチャ            | 下地亜記子   | 樋口義高   | 吉川さくら | キングレコード | KICM-30764 |
| 29 （44） | 2017年01月11日 | 02    | 夕紅海峡                        | 下地亜記子   | 大戸ひろし | 吉川さくら | キングレコード | KICM-30764 |
| 30 （45） | 2017年08月23日 | 01    | ホタルの恋                      | 田久保真見   | 弦哲也     | 南郷達也   | キングレコード | KICM-30808 |
| 30 （45） | 2017年08月23日 | 02    | 歌謡芝居「ホタルの恋」          | 田久保真見   | 弦哲也     | 南郷達也   | キングレコード | KICM-30808 |
| 31 （46） | 2018年04月04日 | 01    | 美唄の風（※再）                 | 下地亜記子   | 弦哲也     | 前田俊明   | キングレコード | KICM-30851 |
| 31 （46） | 2018年04月04日 | 02    | 足羽川雨情                      | 片桐哲郎     | 佐野文香   | 南郷達也   | キングレコード | KICM-30851 |
| 32 （47） | 2018年11月21日 | 01    | 紺屋高尾                        | 久仁京介     | 弦哲也     | 前田俊明   | キングレコード | KICM-30891 |
| 32 （47） | 2018年11月21日 | 02    | 三十年の歌語り                  | 中嶋年張     | 弦哲也     | 前田俊明   | キングレコード | KICM-30891 |
| 33 （48） | 2019年09月04日 | 01    | 春が咲く                        | 長谷川ひろし | 弦哲也     | 前田俊明   | キングレコード | KICM-30935 |
| 33 （48） | 2019年09月04日 | 02    | 大和路                          | 下地亜記子   | 弦哲也     | 前田俊明   | キングレコード | KICM-30935 |
| 34 （49） | 2020年04月22日 | 01    | 時には花のように                | 市原まい子   | 弦哲也     | 伊戸のりお | キングレコード | KICM-30974 |
| 34 （49） | 2020年04月22日 | 02    | 藍染の高尾                      | 中嶋年張     | 弦哲也     | 伊戸のりお | キングレコード | KICM-30974 |
| 34 （49） | 2020年04月22日 | 特    | 歌謡芝居 講談語り「藍染の高尾」 | ー           | ー         | ー         | キングレコード | KICM-30974 |
| 35 （50） | 2021年03月10日 | 01    | 紅傘の雪                        | 市原まい子   | 樋口義高   | 樋口義高   | キングレコード | KICM-31007 |
| 35 （50） | 2021年03月10日 | 02    | 満天の夢                        | 市原まい子   | 樋口義高   | 樋口義高   | キングレコード | KICM-31007 |
| 36 （51） | 2022年03月09日 | 01    | 愛をありがとう（※再々）         | 市原まい子   | 徳久広司   | 前田俊明   | キングレコード | KICM-31056 |
| 36 （51） | 2022年03月09日 | 02    | 幾松物語                        | 木下龍太郎   | 市川昭介   | 池多孝春   | キングレコード | KICM-31056 |
| 37 （52） | 2022年11月09日 | 01    | マンボ大阪パラダイス            | かず翼       | 杉本眞人   | 猪股義周   | キングレコード | KICM-31083 |
| 37 （52） | 2022年11月09日 | 02    | 空に刺さった三日月              | 森田由美     | 杉本眞人   | 川村栄二   | キングレコード | KICM-31083 |
| 38 （53） | 2024年01月10日 | 01    | 紫陽花                          | 中嶋年張     | 弦哲也     | 南郷達也   | キングレコード | KICM-31119 |
| 38 （53） | 2024年01月10日 | 02    | 紫式部〜越前恋つづり〜          | 片桐哲郎     | 弦哲也     | 南郷達也   | キングレコード | KICM-31119 |
| 39 （54） | 2025年04月09日 | 01    | 桜は桜                          | 市原まい子   | 徳久広司   | 南郷達也   | キングレコード | KICM-31167 |
| 39 （54） | 2025年04月09日 | 02    | 夕紅海峡（※再）                 | 下地亜記子   | 大戸ひろし | 吉川さくら | キングレコード | KICM-31167 |

※ タイトルの太字＝表題曲(CDシングルのタイトル曲)、タイトルの細字＝カップリング曲(c/w曲)。
※ 表の「A/B面」は、CDシングルの場合は『A面＝01＝表題曲(CDシングルのタイトル曲)、B面＝02＝カップリング曲(c/w曲)』の意である。

### デュエットシングル
- 真季＆敦子名義（※ユニット）

| #  | 発売日         | デュエット | A/B面 | タイトル                     | 作詞       | 作曲     | 編曲     | レーベル | 規格品番 |
| -- | -------------- | ---------- | ----- | ---------------------------- | ---------- | -------- | -------- | -------- | -------- |
| 01 | 1987年11月21日 | 北山敦子   | A面   | 遥かなるウェディング・マーチ | 高田ひろお | 杉本真人 | 松井忠重 | テイチク | RE-794   |
| 01 | 1987年11月21日 | 北山敦子   | B面   | しあわせの花束               | 高田ひろお | 杉本真人 | 松井忠重 | テイチク | RE-794   |

- 真木由布子名義

| #         | 発売日         | デュエット | A/B面 | タイトル              | 作詞       | 作曲     | 編曲     | レーベル       | 規格品番   |
| --------- | -------------- | ---------- | ----- | --------------------- | ---------- | -------- | -------- | -------------- | ---------- |
| 01 （01） | 1989年12月01日 | 叶弦大     | 01    | 櫂                    | 石本美由起 | 叶弦大   | 斉藤恒夫 | テイチク       | RE-915     |
| 01 （01） | 1989年12月01日 | 叶弦大     | 02    | せせらぎの宿          | 石本美由起 | 伊藤雪彦 | 斉藤恒夫 | テイチク       | RE-915     |
| 02 （02） | 1990年09月21日 | 岡ゆう子   | 01    | 木曽川慕情            | 石本美由起 | 市川昭介 | 前田俊明 | テイチク       | TEDA-10027 |
| 02 （02） | 1990年09月21日 | 岡ゆう子   | 02    | 女のさだめ            | 石本美由起 | 市川昭介 | 前田俊明 | テイチク       | TEDA-10027 |
| 03 （03） | 1993年05月21日 | 森光子     | 01    | 嫁ぐ日大安            | 石本美由起 | 市川昭介 | 池多孝春 | テイチク       | TEDA-10284 |
| 03 （03） | 1993年05月21日 | 森光子     | 02    | 帰りゃんせ            | 石本美由起 | 市川昭介 | 池多孝春 | テイチク       | TEDA-10284 |
| 04 （04） | 1995年10月25日 | 松平健     | 01    | 次郎長・お蝶 ふたり笠 | 松井由利夫 | 久保進一 | 池多孝春 | キングレコード | KIDX-232   |
| 04 （04） | 1995年10月25日 | 松平健     | 02    | 東京・大阪物語        | 下地亜記子 | 久保進一 | 池多孝春 | キングレコード | KIDX-232   |

- 真木柚布子名義

| #         | 発売日         | デュエット | A/B面 | タイトル                            | 作詞       | 作曲       | 編曲     | レーベル       | 規格品番   |
| --------- | -------------- | ---------- | ----- | ----------------------------------- | ---------- | ---------- | -------- | -------------- | ---------- |
| 01 （05） | 2001年05月23日 | 鏡五郎     | 01    | お島・千太郎 つれ舞い道中           | 水木れいじ | 宮下健治   | 池多孝春 | キングレコード | KIDX-592   |
| 01 （05） | 2001年05月23日 | 鏡五郎     | 02    | おしどり笠                          | 水木れいじ | 宮下健治   | 池多孝春 | キングレコード | KIDX-592   |
| 02 （06） | 2006年09月21日 | 鏡五郎     | 01    | 縁                                  | 下地亜記子 | 徳久広司   | 前田俊明 | キングレコード | KICM-30037 |
| 02 （06） | 2006年09月21日 | 鏡五郎     | 02    | 雪のみちゆき 梅川・忠兵衛           | 下地亜記子 | 久保進一   | 池多孝春 | キングレコード | KICM-30037 |
| 03 （07） | 2007年09月05日 | 鏡五郎     | 01    | 夫婦海峡                            | 下地亜記子 | 西條キロク | 南郷達也 | キングレコード | KICM-30094 |
| 03 （07） | 2007年09月05日 | 鏡五郎     | 02    | 大石内蔵助・その妻りく 山科わかれ雨 | 下地亜記子 | 西條キロク | 池多孝春 | キングレコード | KICM-30094 |
| 04 （08） | 2009年10月21日 | 鏡五郎     | 01    | 藤十郎の恋                          | 下地亜記子 | 西條キロク | 池多孝春 | キングレコード | KICM-30242 |
| 04 （08） | 2009年10月21日 | 鏡五郎     | 02    | おしどり道中                        | 下地亜記子 | 西條キロク | 池多孝春 | キングレコード | KICM-30242 |
| 05 （09） | 2011年11月23日 | 鏡五郎     | 01    | 夫婦善哉                            | 下地亜記子 | 久保進一   | 南郷達也 | キングレコード | KICM-30393 |
| 05 （09） | 2011年11月23日 | 鏡五郎     | 02    | 雪のみちゆき 梅川・忠兵衛（※再）    | 下地亜記子 | 久保進一   | 池多孝春 | キングレコード | KICM-30393 |
| 06 （10） | 2013年12月04日 | 北川裕二   | 01    | 素敵な関係                          | 下地亜記子 | 弦哲也     | 前田俊明 | キングレコード | KICM-30561 |
| 06 （10） | 2013年12月04日 | 北川裕二   | 02    | 京都で出逢って京都で別れて          | 下地亜記子 | 弦哲也     | 前田俊明 | キングレコード | KICM-30561 |

※ タイトルの太字＝表題曲(CDシングルのタイトル曲)、タイトルの細字＝カップリング曲(c/w曲)。
※ 表の「A/B面」は、CDシングルの場合は『A面＝01＝表題曲(CDシングルのタイトル曲)、B面＝02＝カップリング曲(c/w曲)』の意である。

### アルバム[注 39]
- 真木由布子名義

| #         | 発売日         | タイトル                                       | 収録曲数 | レーベル       | 規格品番                    |
| --------- | -------------- | ---------------------------------------------- | -------- | -------------- | --------------------------- |
| 01 （01） | 1990年05月21日 | 真木由布子全曲集 いのち花                      | 12       | テイチク       | TECA-28048                  |
| 02 （02） | 1990年09月21日 | 歌いましょう！真木由布子名曲集(歌＆カラオケ)１ | 12       | テイチク       | TECA-20112                  |
| 03 （03） | 1990年10月25日 | 真木由布子全曲集 SUPER BEST                    | 16       | テイチク       | TECA-28140                  |
| 04 （04） | 1991年02月21日 | 真木由布子 なみだ雪〜いのち花                  | 16       | テイチク       | TECA-28207                  |
| 05 （05） | 1991年03月21日 | 歌いましょう！真木由布子名曲集(歌＆カラオケ)２ | 12       | テイチク       | TECA-20216                  |
| 06 （06） | 1991年06月21日 | 真木由布子セリフ入り歌謡劇場                   | 13       | テイチク       | TECA-28269                  |
| 07 （07） | 1991年09月21日 | 真木由布子 花友禅 市川昭介作品集               | 16       | テイチク       | TECA-28290                  |
| 08 （08） | 1991年10月18日 | 歌いましょう！真木由布子名曲集(歌＆カラオケ)３ | 12       | テイチク       | TECA-28299                  |
| 09 （09） | 1992年06月21日 | 真木由布子ベストヒット お吉恋物語              | 16       | テイチク       | TECA-28391                  |
| 10 （10） | 1992年10月25日 | 真木由布子全曲集                               | 16       | テイチク       | TECA-28428                  |
| 11 （11） | 1993年11月21日 | 真木由布子全曲集                               | 16       | テイチク       | TECA-28505                  |
| 12 （12） | 1994年02月23日 | 月夜舟〜ほろ酔い酒 オリジナル・ベスト          | 14       | テイチク       | TECA-28517                  |
| 13 （13） | 1994年10月21日 | 真木由布子全曲集 '95                           | 16       | テイチク       | TECA-30554                  |
| 14 （14） | 1995年07月21日 | 真木由布子全曲集                               | 16       | キングレコード | KICX-2304                   |
| 15 （15） | 1995年09月21日 | 真木由布子全曲集 BEST SELLER                   | 16       | テイチク       | TECA-28657                  |
| 16 （16） | 1996年02月21日 | 真木由布子の艶花・ひとり芝居                   | 14       | キングレコード | KICX-396 （※再：KICX-5351） |
| 17 （17） | 1996年10月23日 | 真木由布子全曲集                               | 16       | キングレコード | KICX-2358                   |
| 18 （18） | 1996年11月21日 | 真木由布子全曲集 BEST SELLER                   | 16       | テイチク       | TECA-28718                  |
| 19 （19） | 1997年09月03日 | 真木由布子全曲集                               | 16       | キングレコード | KICX-2375                   |
| 20 （20） | 1998年09月18日 | 真木由布子全曲集                               | 16       | キングレコード | KICX-2416                   |

- 真木柚布子名義

| #         | 発売日         | タイトル                                                                            | 収録曲数 | レーベル       | 規格品番                    |
| --------- | -------------- | ----------------------------------------------------------------------------------- | -------- | -------------- | --------------------------- |
| 01 （21） | 1999年09月03日 | 真木柚布子全曲集                                                                    | 16       | キングレコード | KICX-2507                   |
| 02 （22） | 2000年09月06日 | 真木柚布子全曲集                                                                    | 16       | キングレコード | KICX-2607                   |
| 03 （23） | 2001年05月02日 | 真木柚布子ベストアルバム 宝船                                                       | 10       | キングレコード | KICX-554                    |
| 04 （24） | 2002年02月06日 | 懐かしのダンス・タイム 黄昏のルンバ〜大阪マンボ                                     | 10       | キングレコード | KICX-577 （※再：KICX-5352） |
| 05 （25） | 2002年12月04日 | 真木柚布子全曲集                                                                    | 16       | キングレコード | KICX-2818                   |
| 06 （26） | 2003年06月04日 | 特選 歌カラベスト３ 真木柚布子 （根なし草・海峡かもめ・大阪マンボ）                 | 6        | キングレコード | KICM-8013                   |
| 07 （27） | 2004年08月04日 | 特選 歌カラベスト３ 真木柚布子 （高瀬川・宝船・黄昏のルンバ）                       | 6        | キングレコード | KICM-8075                   |
| 08 （28） | 2004年10月06日 | 真木柚布子全曲集                                                                    | 16       | キングレコード | KICX-3218                   |
| 09 （29） | 2005年10月05日 | 真木柚布子全曲集                                                                    | 16       | キングレコード | KICX-3319                   |
| 10 （30） | 2006年06月07日 | 特選 歌カラベスト５ 真木柚布子 （北上川・大阪マンボ・逢瀬橋・渚のビギン・お梅哀歌） | 10       | キングレコード | KICM-8109                   |
| 11 （31） | 2006年10月04日 | 真木柚布子全曲集                                                                    | 16       | キングレコード | KICX-3419                   |
| 12 （32） | 2007年10月10日 | 真木柚布子全曲集2007                                                                | 16       | キングレコード | KICX-3519                   |
| 13 （33） | 2008年04月09日 | 真木柚布子ベストセレクション2008                                                    | 13/13    | キングレコード | KICX-3593/4                 |
| 14 （34） | 2008年10月08日 | 真木柚布子全曲集2009                                                                | 16       | キングレコード | KICX-3646                   |
| 15 （35） | 2009年04月08日 | 真木柚布子ベストセレクション2009                                                    | 13/13    | キングレコード | KICX-3693/4                 |
| 16 （36） | 2009年10月07日 | 真木柚布子全曲集2010                                                                | 16       | キングレコード | KICX-3745                   |
| 17 （37） | 2010年04月07日 | 真木柚布子ベストセレクション2010                                                    | 13/13    | キングレコード | KICX-3815/6                 |
| 18 （38） | 2010年10月06日 | 真木柚布子全曲集2011                                                                | 16       | キングレコード | KICX-3886                   |
| 19 （39） | 2011年04月20日 | 真木柚布子ベストセレクション2011                                                    | 13/13    | キングレコード | KICX-3935/6                 |
| 20 （40） | 2011年10月05日 | 真木柚布子全曲集2012                                                                | 16       | キングレコード | KICX-4006                   |
| 21 （41） | 2012年01月11日 | 特選 歌カラベスト３ 真木柚布子 （紫のマンボ・あかね空・愛をありがとう）             | 6        | キングレコード | KICM-8185                   |
| 22 （42） | 2012年04月11日 | 真木柚布子ベストセレクション2012                                                    | 13/11    | キングレコード | KICX-4075/6                 |
| 23 （43） | 2012年09月05日 | 真木柚布子全曲集2013                                                                | 15       | キングレコード | KICX-4119                   |
| 24 （44） | 2013年04月10日 | 真木柚布子ベストセレクション2013                                                    | 12/13    | キングレコード | KICX-4167/8                 |
| 25 （45） | 2013年09月04日 | 真木柚布子全曲集2014                                                                | 15       | キングレコード | KICX-4210                   |
| 26 （46） | 2014年04月09日 | 真木柚布子ベストセレクション2014                                                    | 13/13    | キングレコード | KICX-4297/8                 |
| 27 （47） | 2014年09月10日 | 真木柚布子全曲集2015                                                                | 16       | キングレコード | KICX-4344                   |
| 28 （48） | 2014年11月05日 | 歌カラ全曲集ベスト８ 真木柚布子                                                     | 16       | キングレコード | KICX-4389                   |
| 29 （49） | 2015年04月08日 | 真木柚布子ベストセレクション2015                                                    | 13/13    | キングレコード | KICX-4427/8                 |
| 30 （50） | 2015年09月09日 | 真木柚布子全曲集2016                                                                | 16       | キングレコード | KICX-4504                   |
| 31 （51） | 2016年04月06日 | 真木柚布子ベストセレクション2016                                                    | 13/13    | キングレコード | KICX-4595/6                 |
| 32 （52） | 2016年09月07日 | 真木柚布子全曲集2017                                                                | 16       | キングレコード | KICX-4645                   |
| 33 （53） | 2017年01月11日 | 特選 歌カラベスト３ 真木柚布子 （越佐海峡〜恋情話・助六さん・美唄の風）             | 6        | キングレコード | KICM-8256                   |
| 34 （54） | 2017年04月05日 | 真木柚布子ベストセレクション2017                                                    | 13/13    | キングレコード | KICX-4698/9                 |
| 35 （55） | 2017年09月06日 | 真木柚布子全曲集2018                                                                | 16       | キングレコード | KICX-4768                   |
| 36 （56） | 2018年04月04日 | 真木柚布子ベストセレクション2018                                                    | 13/13    | キングレコード | KICX-4861/2                 |
| 37 （57） | 2018年09月05日 | 真木柚布子全曲集2019                                                                | 16       | キングレコード | KICX-4947                   |
| 38 （58） | 2018年11月21日 | 特選 歌カラベスト３ 真木柚布子 （ホタルの恋・夜明けのチャチャチャ・愛をありがとう） | 6        | キングレコード | KICM-8341                   |
| 39 （59） | 2019年04月10日 | 真木柚布子ベストセレクション2019                                                    | 13/13    | キングレコード | KICX-5000/1                 |
| 40 （60） | 2019年09月04日 | 真木柚布子全曲集2020                                                                | 16       | キングレコード | KICX-5068                   |
| 41 （61） | 2020年04月08日 | 真木柚布子ベストセレクション2020                                                    | 13/13    | キングレコード | KICX-5164/5                 |
| 42 （62） | 2020年08月05日 | 特選 歌カラベスト３ 真木柚布子 （紺屋高尾・酒とバラ・美唄の風）                     | 6        | キングレコード | KICM-8426                   |
| 43 （63） | 2020年09月09日 | 真木柚布子全曲集2021                                                                | 16       | キングレコード | KICX-5215                   |
| 44 （64） | 2021年04月07日 | 真木柚布子ベストセレクション2021                                                    | 13/13    | キングレコード | KICX-5290/1                 |
| 45 （65） | 2021年09月08日 | 真木柚布子全曲集2022                                                                | 16       | キングレコード | KICX-5371                   |
| 46 （66） | 2022年04月06日 | 真木柚布子ベストセレクション2022                                                    | 13/13    | キングレコード | KICX-5487/8                 |
| 47 （67） | 2022年09月07日 | 真木柚布子全曲集〜愛をありがとう〜                                                  | 16       | キングレコード | KICX-5538                   |
| 48 （68） | 2023年04月05日 | 真木柚布子ベストセレクション〜マンボ大阪パラダイス〜                                | 13/13    | キングレコード | KICX-5590/1                 |
| 49 （69） | 2025年01月01日 | 真木柚布子全曲集〜紫陽花〜                                                          | 14       | キングレコード | KICX-5681                   |

※ 「収録曲数」と「レーベル」と「規格品番」が太字＝２枚組アルバム

### 映像作品[注 58]
- 真木由布子名義

| #         | 発売日         | タイトル                                      | 媒体 | レーベル | 規格品番 |
| --------- | -------------- | --------------------------------------------- | ---- | -------- | -------- |
| 01 （01） | 1991年08月21日 | 真木由布子 なみだ雪 （振り付きビデオ）        | VHS  |          |          |
| 02 （02） | 1992年01月10日 | 真木由布子 花友禅 なみだ雪 （シングルビデオ） | VHS  |          |          |

- 真木柚布子名義

| #         | 発売日         | タイトル                                                                               | 媒体 | レーベル       | 規格品番  |
| --------- | -------------- | -------------------------------------------------------------------------------------- | ---- | -------------- | --------- |
| 01 （03） | 2014年？月？日 | 真木柚布子二十五年周年記念特別公演 （2013年11月06日 - 07日・ヤクルトホール）           | DVD  |                |           |
| 02 （04） | 2015年02月01日 | 真木柚布子ディナーショー2014 （2014年11月28日・ホテル椿山荘東京）                      | DVD  |                |           |
| 03 （05） | 2016年？月？日 | 真木柚布子特別公演2015 （2015年11月18日 - 19日・ヤクルトホール）                       | DVD  |                |           |
| 04 （06） | 2016年07月06日 | 真木柚布子DVDカラオケ2016全曲集ベスト８                                                | DVD  | キングレコード | KIBK-6053 |
| 05 （07） | 2017年？月？日 | 2016 真木柚布子色のディナーショー （2016年11月01日・ホテル椿山荘東京）                 | DVD  |                |           |
| 06 （08） | 2018年？月？日 | 真木柚布子特別公演2017 （2017年11月20日 - 21日・伝承ホール）                           | DVD  |                |           |
| 07 （09） | 2019年？月？日 | 三十周年記念真木柚布子ディナーショー 三十年の歌語 （2018年12月03日・ホテル椿山荘東京） | DVD  |                |           |
| 08 （10） | 2020年？月？日 | 真木柚布子特別公演2019 （2019年10月08日・伝承ホール）                                  | DVD  |                |           |

## 受賞
| 受賞年 | 獲得した賞               | 対象曲   |
| ------ | ------------------------ | -------- |
| 1990年 | 平成2年度新宿音楽祭 銅賞 | いのち花 |